# Аріель Лін
Аріель Лін (кит.: 林依晨, англ. Ariel Lin; нар. 29 жовтня 1982) — тайванська акторка та співачка. Прославилася роллю Юань Сянцинь у тайванській драмі «Почалося з поцілунку» (2005) та китайській фантастичній драмі «Маленька фея» (2006). Лін отримала найкращу жіночу роль на 43-й і 47-й премії Золотий дзвін за ролі у фільмах «Вони знову цілуються» (2007) та «У часі з тобою» (2011) відповідно. Одружена з 2014 року, має дитину.